# 音楽監督
音楽監督（おんがくかんとく）とは、音楽総監督（おんがくそうかんとく独:Generalmusikdirektor、略称:GMD）とも訳される、常設の管弦楽団（オーケストラ）や歌劇場などのクラシック音楽団体の音楽部門における総責任者。また、ミュージカルなどの舞台芸術やライブイベント、映画などの映像作品などの製作に携わり、音楽部門を取り仕切る人。

## クラシック音楽

### 歴史
現在もクラシック音楽の職種の一つである音楽総監督、ドイツやオーストリアでの音楽監督（Musikdirektor、略称:MD）は、元来、市に雇われた音楽家たちの統括者に付いた肩書であった。19世紀からは、合唱団や楽団などの団体を音楽的に統括する者も指すようになり、「○○市音楽監督」、「大学音楽監督(UMD)」、「教会音楽監督(KMD)」、「○○州教会音楽監督」などの専門的な称号も与えられた。例としてヨハン・ゼバスティアン・バッハがライプツィヒ市の、ゲオルク・フィリップ・テレマンやカール・フィリップ・エマヌエル・バッハはハンブルク市で、そしてロベルト・シューマンはデュッセルドルフ市の音楽監督を務めた。この称号は当時、伯爵、公爵、または国王から与えられた。
音楽総監督（GMD）の称号が登場したのは、1819年にベルリンでガスパーレ・スポンティーニに与えられたものが初めである。その後大きな都市を中心に広まった。
20世紀以降では、カール・ベームが1964年にオーストリア共和国政府から授与された「オーストリア音楽総監督」などがある。

### 現在
現在の音楽監督（Music Director、略称:MD）は英語圏のアメリカやイギリスでは、常任指揮者、首席指揮者などの意味で使われることが多い。
現在の音楽総監督（GMD）は、一般に歌劇場や管弦楽団に属する統括者、責任者。指揮者（多くは首席指揮者）を兼ねる例がほとんどで、シーズンを通して定期的に出演、その劇場や楽団の看板としての役割を果たす。かつては楽員の人事権も音楽監督が持っていたが、近年では楽員の労働組合が結成される例が多くなり以前ほどの権限はなくなっている。